# 이국진 (목사)
이국진(Kukzin Lee, 1965년 3월 2일 ~ )은 대한민국의 목회자이자 신학자이자 저술가이다. 미국 필라델피아 사랑의 교회와 한국 대구 남부교회의 담임목사를 역임했고, 현재는 전주예수비전교회의 담임목사이다. 대한예수교장로회(합동) 총회 신학부 위촉 연구위원을 역임했고,  전북 극동방송에서 <아 그런가> 신앙상담 프로그램을 진행하기도 했다. 쉬운 한국어로 번역한 쉬운성경의 번역위원을 역임하였으며, 한국교회봉사단 전북본부장, 웨스트민스터 성경연구소의 소장이다. 

## 학력
- 총신대학교 신학과 졸업(B.A.) (1983-87)
- 총신대학교 신학대학원 졸업(M.Div.) (1987-90)
- 고든 콘웰 신학교 신학석사 졸업(Th.M.) (1997-99)
- 웨스트민스터 신학교 신학박사 과정 수학 (2000-06)
- 노스-웨스트 대학교 신학박사 졸업(Ph.D.) (2006-10)

## 경력
- 대한민국 군목 대위 예편
- 미국 레바논 한인장로교회 담임목사 역임
- 미국 필라델피아 기쁨의 교회 부목사 역임
- 미국 필라델피아 사랑의 교회 담임목사 역임
- 대구 남부교회 담임목사 역임
- 현, 전주예수비전교회 담임목사
- 아가페 성경편찬 책임자 역임
- 아가페 쉬운성경 번역위원 역임
- 대한예수교장로회(합동) 총회 신학부 위촉 연구위원 역임
- 전주시기독교연합회 신학위원장, 부활절 준비 위원장 역임
- 도심 신학연구소(Center for Urban Theological Studies) 강사 역임
- 대신대학교 강사 역임
- 전북신학원 강사 역임
- 횃불회 강사 역임
- 극동방송 신앙상담 프로그램 아 그런가 진행
- 한국교회봉사단 전북본부장 (2022-)
- 현, 웨스트민스터 성경 연구소 소장
- 현, 총회신학원 강사

## 저서
- 『우리는 어디서 길을 잃었을까?』, 하늘이야기, 2023
- 『선교, 세계복음주의 연맹, 그리고 한국교회』, 하늘이야기, 2022
- Jesus and Gentiles in the Gopsel of Matthew, HSP, 2022
- 『비움의 방법과 채움의 방법』, 하늘이야기, 2022
- 『두들겨보기』, 웨스트민스터, 2019
- 『아, 그런가?!』, 웨스트민스터, 2019
- 『만화 암송왕』, 주니어아가페, 2017
- 『사람이 여물어 교회가 꽃피다』, 홍성사, 2015
- 『예수는 있다』, 기독신문, 2003. 국제제자훈련원, 2011
- 『사랑: 당신의 사랑을 버리고 하나님의 사랑을 시작하라』, 아가페북스, 2011
- 『돈인가, 예수인가?』, 열린말씀, 2010 [공저]
- 『주기도문 바로 알고 합시다』, 글로리아, 2000

## 번역
- 『장로교회의 성경적 근거』, 아가페문화사, 1991
- 『또 다른 열두사도』, 생명의말씀사, 1991
- 『거울 속의 남자』, 아가페출판사, 2001

## 같이 보기
- 쉬운성경